# Duck Dodgers (serie animata)
Duck Dodgers è una serie animata statunitense del 2003 prodotta da Warner Bros. Animation e ispirata al personaggio di Duck Dodgers, l'alter ego fantascientifico di Daffy Duck dei Looney Tunes apparso per la prima volta nel cortometraggio L'eroe del XXIV secolo e mezzo.

## Trama
Duck Dodgers, inserviente di una squadra di football rimasto accidentalmente ibernato per secoli, si risveglia nel XXIV secolo e convince tutti di essere un supereroe. Ottenuti un'astronave e un equipaggio, si dedica alla lotta contro il crimine in giro per l'universo, principalmente contro gli invasori marziani guidati dal Comandante X-2.

## Episodi
| Stagione         | Episodi | Prima TV originale | Prima TV Italia |
| ---------------- | ------- | ------------------ | --------------- |
| Prima stagione   | 13      | 2003-2004          |                 |
| Seconda stagione | 13      | 2004-2005          |                 |
| Terza stagione   | 13      | 2005               |                 |

## Personaggi

### Principali
- Duck Dodgers (alias Daffy Duck), doppiato in inglese da Joe Alaskey e in italiano da Marco Mete.
Protagonista della serie. È un guerriero spaziale rimasto ibernato per secoli e rianimato 351 anni dopo dal Dottor Intelligenio grazie alla tecnologia del XXIV secolo e presentato da quest'ultimo come risorsa speciale. Attraverso intrighi e bugie, Duck è riuscito a convincere il Protettorato di Difesa della Terra di essere un eroe del XXI secolo, e gli vengono dunque concessi un'astronave e un equipaggio. In realtà, come mostrato nel decimo episodio, era solo il fornitore d'acqua per una squadra di football, sebbene in quello stesso episodio diventi l'eroe della finale del campionato portando la squadra alla vittoria. Ma questo solo grazie al malvagio comandante marziano X-2, arrivato in quell'epoca con una macchina del tempo nel tentativo di distruggere Dodgers e che invece finirà per aiutare attraverso una macchina del controllo mentale, portandolo alla vittoria e di conseguenza ad acquisire la fiducia necessaria per diventare il Dodgers del futuro. Ha il compito di combattere a nome del protettorato intergalattico contro gli alieni ostili, in particolar modo quelli provenienti dal pianeta Marte, ed occasionalmente fare consegne e servizi. Non è particolarmente intelligente, e spesso si dimostra pigro, vile, avido ed egoista. Tuttavia, in alcune occasioni, mostra anche alti livelli d'eroismo, coraggio e competenza, suggerendo che non sia così stupido come sembra. Inoltre rispetto all'originale Daffy Duck, Duck Dodgers possiede più fortuna e furbizia, oltre che a più appetito, e in varie circostanze riesce a salvare numerosi pianeti dalla distruzione, sia per abilità che per fortuna.
- Giovane cadetto dello spazio (alias Porky Pig), doppiato in inglese da Bob Bergen e in italiano da Massimiliano Alto.
Ubbidiente cadetto spaziale, preparato e paziente, nonché uno dei migliori amici (forse l'unico vero amico) di Dodgers. Malgrado l'enorme pazienza, la disponibilità e la lealtà dimostrata da Cadetto verso il suo capitano, in alcune occasioni il sottoposto si prende qualche meritata rivincita nei confronti di Dodgers.
- Dott. Intelligenio (Dr. I.Q. Hi), doppiato in inglese da Richard McGonagle e in italiano da Ambrogio Colombo.
Scienziato stressato, un po' ingenuo e con poca stima di Dodgers (in un episodio, discutendo con la regina marziana riguardo al papero, smonta completamente l'immagine che l'aliena aveva del capitano). Malgrado questo affida spesso missioni di vitale importanza per il protettorato e per il pianeta proprio al capitano Dodgers e a Cadetto, rimanendo particolarmente sorpreso quando queste vengono portate a compimento.
- Roboto: robot del Dott. Intelligenio, sensibile e desideroso di essere amico di Dodgers.

### Antagonisti
- Comandante marziano X-2 (alias Marvin il Marziano), doppiato in inglese da Joe Alaskey e in italiano da Roberto Stocchi.
Uno dei due antagonisti principali della serie, comanda l'aggressiva miliza marziana ed è fedelissimo alla regina. Abile comandante, anche se alle volte troppo ingenuo e precipitoso, è il nemico numero uno di Duck Dodgers e l'avversario più ricorrente nelle varie puntate, sebbene in alcune occasioni costituisca una momentanea alleanza con il papero nero, spesso per opportunismo o per necessità inevitabile.
- Tyr'ahnee, nota anche semplicemente come la Regina Marziana, doppiata in inglese da Tia Carrere e in italiano da Alessandra Korompay.
Una dei due antagonisti principali della serie. Bella ed emotiva sovrana invaghita di Dodgers, che considera erroneamente un genio tattico.
- The Fudd (alias Taddeo), doppiato in inglese da Billy West e italiano da Marco Bresciani.
Entità con un contagioso potere di controllo mentale che cambia i connotati delle sue vittime facendoli somigliare a lui e costingendoli a ridere. Si presenta la prima volta come una cyborg testa gigante, parodia di MODOK.
- K'Chutha Sa'am (alias Yosemite Sam), doppiato in inglese da Maurice LaMarche e in italiano da Vittorio Amandola.
Capo di un gruppo di barbari predoni intergalattici in stile Klingon.
- Cacciatore alieno (alias Wile E. Coyote).
Un cacciatore alieno simile al Predator.
- 'Rocky e Mugsy, doppiati in inglese da Joe Alaskey e Frank Welker e in italiano da Gerolamo Alchieri e da Mino Caprio.
- Taz, doppiato in inglese da Jim Cummings e in italiano da Roberto Pedicini.
- Nasty Canasta.
Robusto cacciatore di taglie e killer a pagamento.
- Nuovo Cadetto.
Ragazza avvenente e abile, ma anche squilibrata, ossessionata da Dodgers e pericolosa.
- Dr. Woe.
Scienziato-stregone malefico intento a conquistare Marte. Nemico principalmente di X-2 e solo successivamente anche di Dodgers, per la sua intromissione.
- Conte Muerte.
Stregone vampiro con necessità di succhiare grassi invece che sangue e sofferente ai cibi salutari. Cadetto gli fa particolarmente gola.
- Long John Silver XXIII.
Pirata spaziale un po' sbadato e con un temperamento più entusiasta e meno aggressivo rispetto ad altri nemici.
- Catapoidi.
Amazzoni dal linguaggio incomprensibile. Il loro aspetto cela giganteschi e mostruosi insetti carnivori che si rivelano al calare del sole.
- Comandante Hilgalgo.
Capo di un insediamento californiano in stile ottocentesco. Ingaggerà con Dodgers un confronto alla Zorro.
- Drake Darkstar.
Sosia criminale di Dodgers, più pericoloso, rude e inquietante. Al contrario di Dogers è molto più intelligente, ingegnoso e astuto. E nonostante sia un criminale incallito in un'unica occasione mostra il suo lato più "umano" di sé, quando dice a Cadetto che gli dispiace che Dogers gli abbia venduto sua sorella. Drake Darkstar compare esclusivamente in un episodio. È doppiato in inglese da Joe Alaskey e in italiano da Marco Mete.
- Sinestro.
Fedele versione Warner del Sinestro, si scontrerà con Dodgers quando quest'ultimo troverà per sbaglio l'anello del Corpo delle Lanterne Verdi.
- Faccia di Pupo, doppiato in inglese da Dick Beals e in italiano da Monica Vulcano.
Criminale dall'aspetto infantile e con forti poteri elettromagnetici. Condannato all'ibernazione detentiva verrà scongelato da Dodgers in un impeto di sentimento paterno.

## Colonna sonora
La musica della sigla iniziale è realizzata in stile 007 ed è eseguita dal celebre cantante Tom Jones. La Warner Bros. ha reso omaggio al cantante gallese in un episodio in cui Duffy canta It's Not Unusual.

## Distribuzione
Negli Stati uniti la serie, composta da 3 stagioni per un totale di 39 episodi, venne trasmessa dal 23 agosto 2003 fino all'11 novembre 2005 sul canale Cartoon Network. In Italia la serie televisiva venne trasmessa dal 26 aprile 2004 fino al 2006 su Rai 2 e Boomerang.